# Pseudomonas syringae
 (janvier 2024).
Espèce
Pseudomonas syringae (Pseudomonas syringae, TAX: 208964) est une espèce de bactéries du genre Pseudomonas. Ce genre compte plus de 60 espèces en bâtonnet, toutes à Gram négatif et munies de flagelles polaires, capables de se multiplier sur des milieux variés.
Certaines souches de Pseudomonas sont symbiotes de plantes et du microbiote du sol, mais dans certaines conditions, certains Pseudomonas peuvent devenir des pathogènes mortels pour l'animal dont l'humain, ce qui explique qu'une partie des données sur P. syringae soient publiées par des revues médicales (Exemple).
P. syringae forme un complexe d'espèces présentant 13 phylogroupes et incluant 64 pathovars ou espèces phytopathogènes, telles que P. viridiflava et P. cichorii. Ce clade évolue à partir d'un ancêtre commun avec P. fluorescens,  il y a plus de 150 millions d'années. L'espèce historique se distribue sur trois génomospèces (cladistiquement valides). Si l'espèce est connue comme pathogène de plantes à fleurs, elle est aussi capable d'infecter des plantes phylogénétiquement très éloignées.
Face à l'arbre, Pseudomonas syringae semble « opportuniste », infectant des plantes déjà affaiblies par la pollution, un stress hydrique, de mauvaises conditions de plantation, une autre maladie, des blessures, un système racinaire contraint ou asphyxié. La restauration d'un environnement sain semble le meilleur traitement préventif. Pseudomonas syringae ayant une bonne résistance aux antibiotiques et une forte capacité de mutation, ceux-ci sont déconseillés. Parmi les premiers cas observés, l'arbre rapidement fragilisé mourrait en deux à trois ans, mais il est possible que certaines souches soient génétiquement plus résistantes. Des travaux scientifiques en cours visent à acquérir plus d'information sur cette maladie émergente.

## Description
Comme tous les Pseudomonas (sauf un), Pseudomonas syringae est très mobile grâce à des flagelles (ou cils) polaires. Solitaire, en petits groupements, ou présent en biofilm, il est peu exigeant et ubiquiste. Une batterie d’enzymes (gélatinase, collagénase, lécithinase, protéases, élastase, et pour quelques types saprophytes ou pathogènes opportunistes d'animaux : Arginine dihydrolase) lui permettent en effet de dissoudre et digérer une grande variété de substances et matières organiques qu’il trouve dans le sol ou dans l’eau, à la surface des feuilles ou dans les cellules de végétaux quand il peut s'y introduire.
P. syringae peut dans certaines conditions produire des pigments possédant une oxydase, mais incapables de fermenter le glucose.
Il produit des exotoxines (toxines extra-cellulaires), dont l’exotoxine S et l’exotoxine A, proche de la toxine diphtérique (convergence évolutive) détectée chez 90 % des souches de P. aeruginosa, et dont la production est exacerbée lorsque la bactérie ne dispose pas de fer). Ces toxines inhibent la synthèse protéique de la cellule infectée, la tuant. Les Pseudomonas produisent aussi des endotoxines et souvent, mais pas toujours (cela dépend notamment du milieu de culture) des pigments toxiques ou à propriétés antibiotiques qui les défendent contre d'autres Pseudomonas. Ces endotoxines sont : fluorescéine (= pyoverdine) (pigment jaune-vert, soluble dans l'eau), phénazines, pyocyanine, (pigment bleu-vert, soluble dans le chloroforme), pyorubine (pigment brun), oxyphénazine (produit de dégradation de la pyocyanine).

### Morphologie microscopique
Les Pseudomonas sont des bacilles Gram négatifs, fins, droits et très mobiles grâce à un ou des flagelle(s) polaire (s) : ciliature monotriche. Ils sont dépourvus de spores et de capsules.
Ils apparaissent généralement isolés ou en diplobacilles.

### Caractères de culture

#### Conditions de culture
Ils se développent sur tous les milieux usuels, même les plus simples, en étant très tolérant thermiquement autour d'un optimum de croissance de 24−35 °C (mésophile) en culture, mais supportant une large fourchette de température : 4 à 42 °C voire plus temporairement. Un froid relatif ralentit leur métabolisme, plus ou moins selon les espèces ou les variants génétiques semble-t-il. Des souches dites psychrophiles se reproduisent à basse température (à partir de 4 °C). Leur croissance n'est pas totalement entravée par l'hiver ni par la réfrigération. Elles sont tuées au micro-onde qui permet la désinfection des gants et tissus.

#### Milieux de cultures utilisés
- Milieux non sélectifs
  - Gélose ordinaire
  - Gélose BCP
  - Eau peptonée
- Milieux sélectifs
  - Gélose cétrimide
  - Milieu de King A
  - Milieu de King B

### Caractères biochimiques

#### Métabolisme
P. Syringae réduit une oxydase et il dégrade le glucose par la voie d'Entner-Doudoroff, comme tous les Pseudomonas.
La fluorescence sous UV, qui caractérise les Pseudomonas est un des moyens de la détecter et quantifier.

#### Production de pigments
De nombreux représentants de ce genre produisent un pigment. Citons ceux utilisés pour l'identification :
Comme de nombreux Pseudomonas, P. Syringae produit de la pyoverdine (verte fluorescente, soluble dans l'eau). Il appartient donc au groupe dit fluorescens.

### Résistance aux antibiotiques
Les Pseudomonas sont connus pour leur multirésistance aux antiseptiques et à nombre d'antibiotiques. P. Syringae résiste à de nombreux inhibiteurs bactériens : Par exemple, une mutation (acquise ou spontanée ?) à la Rifampicine a été trouvée chez une souche infectant les haricots dans le Wisconsin. Un gène conférant une résistance à de hautes doses d'antibiotiques, médiée par la fosfomycine a été trouvé chez Pseudomonas syringae (souche PB-5123). Dans ce cas deux mécanismes pourraient expliquer cette résistance :  Soit la bactérie dispose d'inducteurs d'imperméabilité à la fosfomycine exogène, soit elle peut phosphoryler ces antibiotiques et les rendre inactifs. Le gène responsable de cette dernière activité serait fosC, suivi d'une autre séquence qui présente des similitudes aux séquences codant le glutathion S-transférases. Le fosC utilise l'ATP comme cosubstrat dans une réaction d'inactivation qui peut être renversée avec une phosphatase alcaline. D'autres nucléotides triphosphates ne peuvent pas être substitués à l'ATP dans cette réaction. Aucune relation entre le fosC et les gènes de résistance antérieurement décrits pour la fosfomycine n'a été trouvée.
Divers Pseudomonas résistent à de nombreux agents chimiques désinfectants, pouvant même parfois croître et se reproduire dans des flacons de solutions antiseptiques ou des environnements habituellement biocides tel que l’eau des piscines, des solutions d'antiseptique ou d'antibiotique (chlorhexidine aqueuse, éosine, polymyxine B, Cétrimide) et même savon liquide.
Une bactérie proche, Pseudomonas pickettii|P. pickettii, fait preuve d'une remarquable capacité à biodégrader une large variété de composés toxiques (chlorophénols, HAP, acide 2,4-dichlorophénoxyacétique, composés benzéniques, dont triterpénoïdes, tout en faisant preuve d'une grande résistance aux métaux lourds (dont  cadmium, cuivre et zinc, aux propriétés biocides connues). Tout comme P. syringae, cette espèce peut survivre dans un milieu oligotrophe et d'utiliser le carbone ou l'azote de composés organiques toxiques comme sources d'énergie. On peut supposer que les sols pollués par les métaux et traités par certains biocides favorisent les souches les plus résistantes, qui pourraient — par phénomène de transferts horizontaux — transmettre leur résistance à des bactéries génétiquement proches (voire éloignées).
C’est pourquoi les Pseudomonas qui infectent l'Homme et l'animal sont classés à haut risque nosocomial, en particulier P. aeruginosa.
Cette bactérie commune dans l’eau est fréquemment en contact avec des résidus de désinfectants, biocides et antibiotiques, ce qui peut avoir provoqué des adaptations sélectives multiples de résistance. La résistance provient de phénomènes d’imperméabilisation de la membrane externe à ces molécules (modification des porines) et/ou à la production d'enzymes inactivantes. Dans plusieurs pays développés, aux États-Unis notamment, des antibiotiques tels que streptomycine et oxytétracycline ont été utilisés durant 40 ans comme phytopharmaceutiques, essentiellement au moment de la floraison, contre les bactéries se développant sur des fruitiers ou fruits (ce qui a pu contribuer à sélectionner des souches résistantes),.

## Taxonomie
Le nom correct complet (avec auteur) de ce taxon est Pseudomonas syringae van Hall 1902.
Ce taxon n'a pas en français de nom vernaculaire ou normalisé ; il est seulement qualifié d'agent de bactériose.

### Étymologie
Le mot Pseudomonas est composé des mots grecs ψεῦδος (pseũdos), 'simili' ou 'imitation', et μόνας (mónas), 'unité'. Dans les débuts de la microbiologie, il est employé pour désigner les « germes ». N.L. fem. n. Syringa, nom générique du lilas.

### Publication originale
- Van Hall CJJ. Bijdragen tot de kennis der Bakterieele Plantenziekten. Inaugural Dissertation Amsterdam. Cooperatieve drukkerij-vereeniging "Plantijn", Amsterdam, 1902.

## Dynamique des populations
P. syringae est réputé peu actif en été ou par très grands froids, mais il est néanmoins parfois abondant sur la surface des feuilles en été.
Il serait principalement diffusé par le vent et la pluie, notamment par temps venteux, froid et très humide en fin d'hiver et début de printemps, en zone tempérée. C'est à cette période que la contagion serait maximale, sans nécessité de vecteur animal ou inoculateur.
Doté d'une membrane externe résistante aux ultraviolets et aux oxydants, et imperméable à de nombreux antibiotiques, ce bacille est réputé être un aérobie strict  ; il conviendrait cependant de vérifier que certaines souches de P. syringae n'aient pas hérité d'autres souches une capacité à extraire l'oxygène de nitrates (NO3−) du sol ou en solution, ce qui les rendrait alors aussi capables de respirer le nitrate (certains Pseudomonas le font sans difficulté en condition expérimentale, dans une gélose enrichie en nitrates. Sachant que les sols et l'eau et même l'air sont de plus en plus riches en nitrates perdus par les égouts, stations d'épuration et surtout par les engrais agricoles, et sachant qu'en ville, certains pieds d'arbres sont abondamment arrosés d'urine et d'excréments, de chiens principalement, cette propriété pourrait avoir une importance, d'autant plus que depuis les années 1980, plusieurs souches de Peudomonas ont été appliquées sur des graines de céréales ou directement sur les sols pour concurrencer d'autres microbes et champignons pathogènes.
La production de pyoverdine est chez certains pseudomonas testés, dopée par une teneur élevée en phosphate, qui est un autre produit (engrais, contenant souvent des résidus radioactifs et de cadmium ; deux facteurs de stress pour la plante) que l'agriculture utilise massivement. Enfin, certains pseudomonas sont capables de profiter des oxydes d'azote pour en extraire le dioxygène, or, les oxydes d'azote sont aussi des polluants très présents dans les villes et banlieues, émis par les véhicules, le chauffage et l'agriculture périurbaine.

## Habitat
Les Pseudomonas sont un groupe large et très ubiquiste. Se contentant de peu et pouvant se nourrir sur de nombreux substrats, cette bactérie se multiplie jusque dans des environnements très pauvres (jusque dans de l’eau bi-distillée). On en trouve dans le sol, dans l’air et dans les eaux douces, salées et saumâtres ainsi et sur de nombreuses surfaces (végétales notamment). On en a trouvé dans l'air jusque dans les nuages (où le vent les transporte et où ils semblent jouer un rôle pour la nucléation des gouttes d'eau, mais surtout dans la formation de cristaux de glace).
De nombreux Pseudomonas jouent un rôle majeur pour la fertilité du sol, notamment en disséminant les oxydes d'azote et en limitant les populations de bactéries ou champignons pathogènes. Pseudomonas spp. fluorescents semblent être des symbiotes des plantes dans la rhizosphère, mais survivent mal en contexte d'agriculture intensive. Certains variants de P. syringae se montrent efficaces en lutte biologique. Ils sont impliqués notamment dans le cycle du fer et de l'azote, et semblent contribuer à repousser d’autres pathogènes.

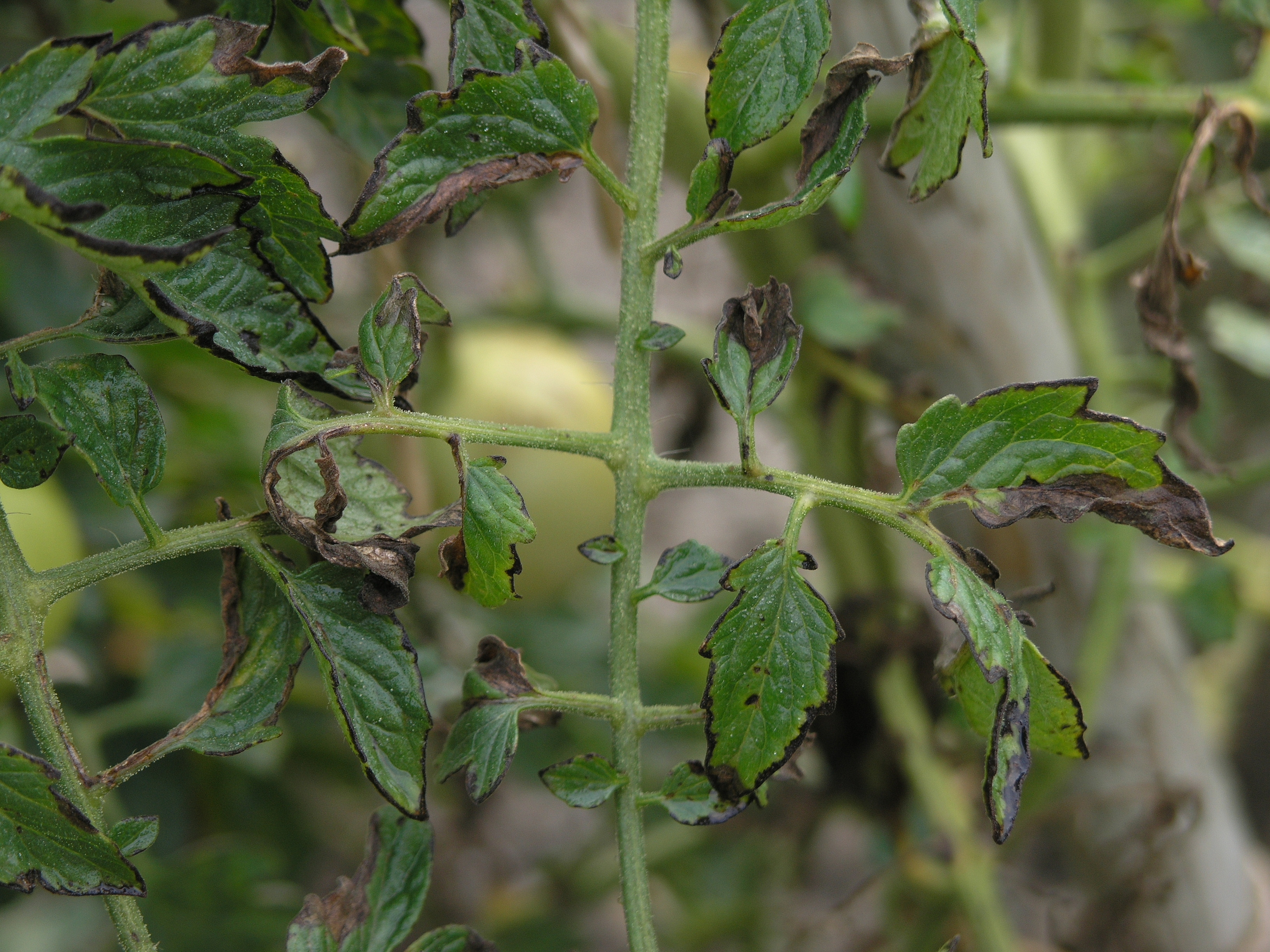
Plant de tomate infecté par P. Syringae.

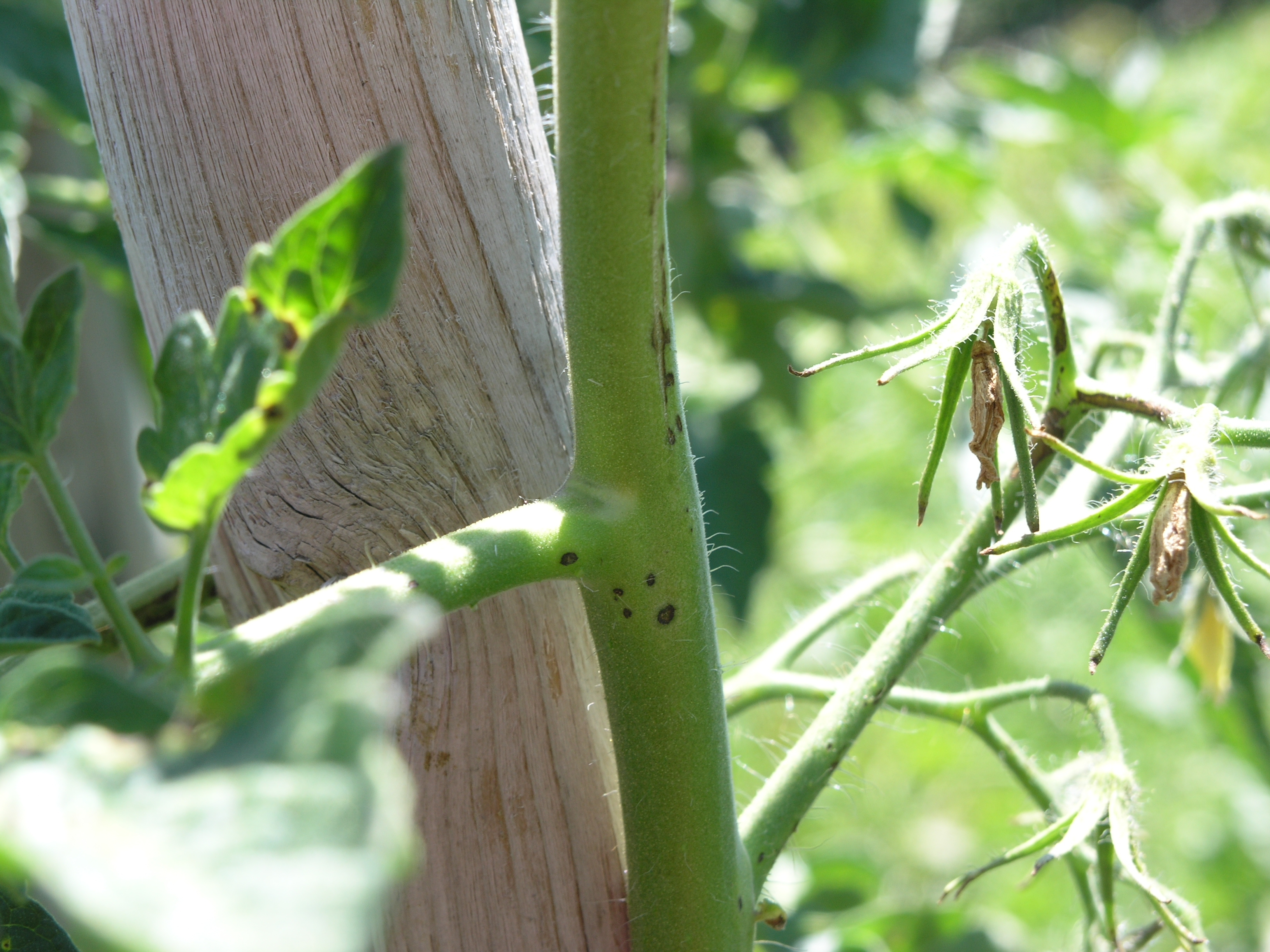
Détail de la tige.

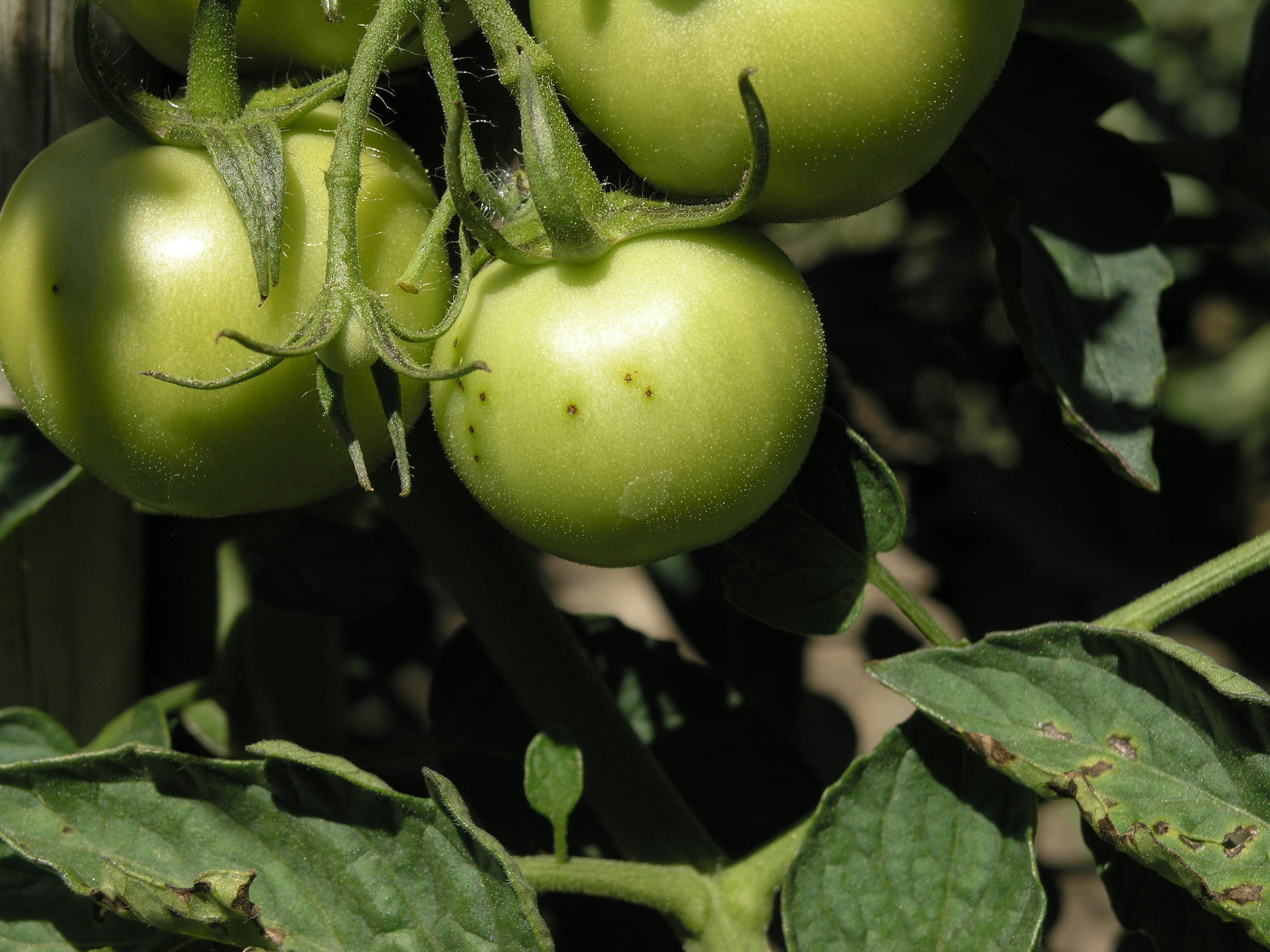
Détail du fruit.

Cette bactérie est normalement et largement présente dans l'environnement en zone tempérée et tropicale. On la trouve sur de nombreuses plantes, pathogène ou non selon la souche et selon les espèces végétales qui savent ou non s'en protéger.
Les Pseudomonas sont réputés apprécier les environnements frais et/ou humides. On peut les trouver dans le sol, dans les eaux douces, salées ou saumâtres et thermales comme à la surface des feuilles. Elles seraient moins présentes dans les eaux riches en matière organique, notamment stagnantes, probablement en raison de la concurrence d'autres espèces plus adaptées, supportant des taux d'oxygène plus bas.
On en a trouvé jusque dans les nuages. Le vent, la pluie et les embruns routiers sont réputés pouvoir la disperser. Présente dans les réservoirs d'eau pluviale, elle peut lors de l'arrosage des fleurs ou légumes les contaminer (pour les espèces phytopathogènes).
Certains variants pathogènes (pathovar) ne sont connus qu'en quelques pays, ou ont été découverts en deux points opposés de la planète, dont par exemple Pseudomonas syringae pv. persicae (voir carte mondiale) qu'on a trouvé en Croatie, en France, au Royaume-Uni et en Nouvelle-Zélande. (Rappel : la non présence sur la carte peut résulter d'un défaut de surveillance ou de déclaration, et ne concerne que la région EPPO).

### Bactérie en relation avec le cycle de l'eau
Pseudomonas syringae utilise le cycle de l'eau pour se disséminer et coloniser de nouveaux habitats. Son activité de noyau de glaciation pourrait aussi jouer un rôle dans le cycle de l'eau.
Elle est intégrée dans le processus de création de la neige artificielle.
Présente dans l'atmosphère en aérosol, elle serait impliquée dans la formation de glace dans les nuages et provoquerait la formation de goutte de pluie .

## Présence/distribution
Quatre cents souches de Pseudomonas syringae ont été analysées avant la fin 2006 rien qu’en Belgique, sur la base de caractères phénotypiques (phytotoxines, sidérophores et Bactériocines), et sur des bases génétiques (analyses de type PCR qui ont révélé une centaine de profils différents, permettant de différencier les souches entre et au sein des pathovars).
P. syringae a été retrouvé presque partout, avec une large diversité interspécifique, dont génétique dans ceux des vergers de poirier, cerisier doux, cerisier acide et prunier qui ont été étudiés dans les régions belges de Gembloux et de Gorsem. Les deux principaux pathovars de l’espèce connus sur ces cultures (pathovars syringae et morsprunorum, les deux races du pathovar morsprunorum), mais aussi diverses souches de Pseudomonas syringae de pathovars indéterminés et de Pseudomonas viridiflava atypiques ont été identifiés 169 fois dans ces vergers, avec des dégâts et symptômes variés, parfois graves.
À partir de 235 collectes en vergers fruitiers dans toute la Région wallonne, des tests par Bio-PCR ont permis par exemple de rassembler 501 nouvelles souches du groupe Pseudomonas syringae (pour 41 nouvelles souches d’Erwinia amylovora).
Source

## Génétique
Le génome de Pseudomonas syringae pv. tomato DC3000 a été séquencé, de même que celui de P. putida et P. aeruginosa (disponibles en 2006 sur Internet sur la base de données génétiques KEGG) (voir aussi http://leah.haifa.ac.il/~hosid/Curved_Promoters/Table1.html)
Le pathovar Psy B728a décodée en 2005 dispose de 5217 gènes.
La plupart des pseudomonas sont lysogènes ou multilysogènes, c'est-à-dire que leur génome contient un ou plusieurs génomes de virus, ce qui serait une des explications de la virulence de certaines souches et de leur facilité à muter.
Des travaux sont en cours sur les souches qui déciment les marronniers dans certains parcs, jardins ou zones urbaines au centre de l’Europe de l’Ouest.

## Phytopathogénicité
Lorsque les températures sont négatives la bactérie, par son pouvoir glaçogène semble pouvoir pénétrer dans les bourgeons et/ou franchir la barrière de l’écorce sur les branches ou l’écorce du tronc et les nécroser. Selon Vigouroux (1989), les cycles gel-dégel peuvent également faciliter la pénétration de la bactérie. Les plaies résultant de la taille sont des voies de pénétration faciles pour Pseudomonas syringae 2 pv persicae sur le pêcher, surtout si la taille est faite en hiver et sur des tissus sensibles par des outils pollués par la bactérie (Luisetti et al., 1981).
Au printemps, à partir des organes contaminés, la bactérie peut coloniser la surface de l’écorce et des feuilles en épiphyte (Gardan et al., 1972), avec une éventuelle production de taches foliaires favorisant au printemps d'un important inoculum. Ce seraient cependant les feuilles et les pétioles, abondamment colonisées par la bactérie en automne, qui seraient l'inoculum responsable des lésions réalisées au travers des plaies pétiolaires. À noter que l’éclairage artificiel en retardant la chute des feuilles pourrait peut-être avoir un impact sur la cicatrisation des plaies pétiolaires.
P. syringae est couramment trouvée en épiphyte sur les feuilles sans qu'il infecte celles-ci. Il doit pénétrer l'intérieur des cellules pour devenir pathogène. Il pourrait peut-être aussi être opportuniste (comme chez l'Homme ou l'animal) et profiter de plaies, de fissures dans les écorces avant d'inhiber les mécanismes naturels de défense des plantes qui y sont sensibles. La capacité de Pseudomonas à produire du givre avant que la température ne descende à zéro degré Celsius pourrait peut-être l’aider à infecter certaines plantes.

### Mécanismes de pathogénicité
Les mécanismes de pathogénicité de P. syringae peuvent être séparés en plusieurs catégories : capacité à envahir une plante, capacité à surmonter la résistance de l'hôte, formation de biofilm et production de protéines ayant des propriétés de nucléation de glace.

#### Capacité à envahir les plantes
P. syringae planctonique est capable de pénétrer dans les plantes en utilisant ses flagelles et ses pilus pour nager vers un hôte cible. Il pénètre dans la plante par des blessures de sites d'ouverture naturels, car il n'est pas capable de percer sa paroi cellulaire. Un exemple de cela est le partenariat avec la mouche mineuse des feuilles Scaptomyza flava, qui crée des trous dans les feuilles pendant la ponte, dont le pathogène peut profiter. Le rôle des taxis dans P. syringae n'a pas été bien étudié, mais on pense que les bactéries utilisent des signaux chimiques libérés par la plante pour trouver leur hôte et provoquer une infection.

#### Surmonter la résistance de l'hôte

##### Effecteurs
Les isolats de Pseudomonas syringae portent une gamme de facteurs de virulence appelés protéines effectrices du système de sécrétion de type III (T3SS). Ces protéines ont pour fonction principale de provoquer des symptômes de maladie et de manipuler la réponse immunitaire de l'hôte pour faciliter l'infection. La principale famille d'effecteurs T3SS chez P. syringae est le groupe de gènes hrp, codant pour l'appareil de sécrétion Hrp.

##### Effecteurs Hop
Les HopZ1 sont des effecteurs de type III qui interfèrent avec Glycine max 2-hydroxyisoflavanone déshydratase (GmHID1 (en)). HopZ1b dégrade la daidzéine après production, réduisant ainsi les concentrations et réduisant ainsi l'immunité qu'elle procure à la plante.

##### Phytotoxines
Les agents pathogènes produisent également des phytotoxines qui endommagent la plante et peuvent neutraliser le système immunitaire de l'hôte. Elles sont impliquées dans l'inhibition du protéasome (syringoline), miment des hormones (coronatine (en) et auxine), perturbent le métabolisme (tabtoxine, mangotoxine et phaséolotoxine) ou permettent la perforation des membranes (syringomycine, syringopeptine, lipopeptides). La coronatine est présente dans les pathovars Pto et Pgl. 

##### Éliciteurs
Pst DC3000 produit un PsINF1, l'INF1 de P. syringae. Les hôtes répondent par autophagie à la détection de cet éliciteur. Liu et al. 2005 estiment qu'il s'agit de la seule alternative à l'hypersensibilité de masse conduisant à la mort cellulaire programmée de masse.

#### Formation de biofilm
Pseudomonas syringae produit des polysaccharides qui lui permettent d'adhérer à la surface des cellules végétales. Il libère également des molécules de détection de quorum, qui lui permettent de détecter la présence d'autres cellules bactériennes à proximité. Si ces molécules dépassent un niveau seuil, les bactéries modifient leur modèle d'expression génétique pour former un biofilm et commencent à exprimer des gènes liés à la virulence. Les bactéries sécrètent des composés très visqueux tels que des polysaccharides et de l'ADN pour créer un environnement protecteur dans lequel se développer.

#### Nucléation de la glace
Pseudomonas syringae, plus que tout autre organisme ou minéral, est responsable des dommages causés par le gel de surface chez les plantes. Pour les plantes démunies de protéines antigel, les dommages causés par le gel se produisent généralement entre −4 et −12 °C car l'eau dans les tissus végétaux peut rester dans un état liquide surfondu. P. syringae peut provoquer le gel de l'eau à des températures dès −1,8 °C, mais les souches provoquant la nucléation de glace à des températures plus basses (jusqu'à −1,8 °C) sont les plus courantes. Le gel provoque des lésions dans les épithéliums et rend les nutriments des tissus végétaux sous-jacents accessibles aux bactéries.
Pseudomonas syringae possède des gènes ina (ice nucleation-active), qui produisent des protéines INA qui se déplacent vers la membrane bactérienne externe à la surface des bactéries, où les protéines agissent comme noyaux pour la formation de glace. Des souches artificielles de P. syringae connues sous le nom de bactéries sans glace ont été créées pour réduire les dommages causés par le gel.
Pseudomonas syringae a été trouvée au centre de grêlons, ce qui suggère que la bactérie pourrait jouer un rôle dans le cycle hydrologique de la Terre.

### Virulence
De très nombreux variants (phénotypes) de cette bactérie existent. Plus de 40 pathovars sont connus, voire très étudiés car cause de pertes économiques importantes en attaquant divers arbres fruitiers et plantes potagères (ex : tomate, tabac, concombre, haricot, pois, abricotier, pommier, poirier, citronnier, soja. Ses effets ont aussi été étudiés chez la plante modèle Arabidopsis. Chaque pathovar est désigné par le sigle pv. suivi d'un nom et d'un numéro (ex. : P. syringae pv. syringae B728a) qui attaque le haricot.
Pour la plupart des plantes étudiées on trouve des cultivars résistants à P. syringae.
Il n'y a pas encore de consensus sur les processus d'infection et de contagion. Dans le cas des plantes annuelles cultivées, on pense que le bacille est présent dans le sol ou sur la graine, qu'il colonise d'abord l'extérieur de la plante (phylloplane). Il peut infecter les cellules de surface (il est alors pathogène) ou simplement coloniser le phylloplane de manière épiphyte sans endommager le végétal qui n'est alors qu'un support. Il peut dans les deux cas pénétrer par des blessures (et peut-être par les stomates des feuilles). Le bacille peut alors entamer une seconde phase de croissance dans l'apoplaste (l'ensemble des espaces intercellulaires de la feuille, de la peau du fruit), ou dans les tissus sous-corticaux (sous-écorce) quand il s'agit d'un arbre. Certains auteurs évoquent aussi des infections racinaires.
Une équipe au moins travaille sur l'hypothèse d'une interaction complexe entre bacille-insectes-hôte.
Les cellules de plantes résistantes aux Pseudomonas pathogènes déclenchent un programme de suicide cellulaire après l'avoir détecté dans la cellule. Mais certains pathovars de pseudomonas semblent en mesure d'inhiber ce programme. Une étude américaine a montré en 2019 que la bactérie peut se déguiser pour tromper le système immunitaire de l'hôte qu'elle infecte et y désarmer la protéine shock 90 (HSP90), une protéine connue pour être essentielle parmi les moyens de défense des végétaux et des animaux (elle aide à assembler et configurer des molécules qui détectent l’invasion de pathogènes et combattent l’infection). Pseudomonas syringae sécrète une protéine de virulence baptisée HopBF1 qui imite les molécules végétales qui se lient à HSP90. HSP90 peut ainsi être désactivée par HopBF1, au détriment de l'immunité de la plante qui n'arrive alors plus à combattre la bactérie. Selon les auteurs de cette étude, mieux connaitre les composés désactivant HopBF1 pourraient aider à contrôler les agents pathogènes des cultures. De plus, HSP90 favorise la croissance et la survie de beaucoup de types de cellules tumorales ou cancéreuses, ce qui laisse espérer qu'on pourrait un jour utiliser HopBF1 pour bloquer la croissance de ces tumeurs.
Chez les plantes annuelles, les dégâts peuvent être importants en période humide et fraîche, et sont stoppés avec l'arrivée de la belle saison.
Les populations de ce bacille coévoluent avec de nombreuses plantes depuis probablement très longtemps. Il est possible que la mise en contact de bacilles et de plantes qui ont connu une évolution divergente sur des continents différents favorise des souches qui paraissent hautement virulentes, faute de protection génétiquement programmée chez leurs hôtes, mais ça ne reste en 2006 qu'une hypothèse.
Depuis les années 1990, avec une forte aggravation dans les années 2000, quelques souches particulièrement virulentes de P. syringae semblent responsables de mortalité importantes de marronniers d'Inde dans le centre de l'Europe de l'Ouest. Des études ont été entreprises en 2006 pour mieux comprendre cette nouvelle virulence sur le marronnier, mais des études antérieures concernant d'autres espèces cibles se poursuivent (ex Berkeley, Cornell University (USA), Université du Wisconsin (USA), UC-Riverside (USA) à l’INRA en France ou en Belgique, et ailleurs, certains chercheurs plaidant pour un séquençage de différentes souches pour identifier les gènes impliqués dans la virulence du bacille et pour produire des tests rapides sous forme de biopuces (micro-array) identifiant les souches de la bactérie. Au sein d'une même espèce-hôte cible, il existe des génotypes qui protègent certaines souches de plantes contre cette bactérie. L'université de Berkeley a identifié de nombreux gènes qui ne s'expriment que lorsque la bactérie est sur une plante ou l'infecte, et non en milieu de culture. Ces gènes jouent un rôle encore inconnu ou mal compris.
Selon les travaux du Dr. Matthias Ullrich, de l'Université de Brême (Allemagne), il semble qu'une protéine composée de deux éléments de la bactérie puisse changer de forme lorsque la température baisse. Cette molécule jouerait à la fois le rôle d'un thermostat qui activerait le gène qui commande la production de coronatine qui est un phytotoxique, au moment où la plante y est plus vulnérable quand il fait froid et gris.
Assez différente de l'espèce-type Pseudomonas aeruginosa un sous-type de la bactérie semble ne s'attaquer qu'à une seule espèces de végétaux, voire à une sous-population ayant des caractéristiques génétiques de susceptibilité à ce Pseudomonas particulier. Il peut aussi se développer sur eux en épiphyte, sans poser de problème pathologique apparent. Un marronnier qui semble sain peut être gravement touché l'année suivante et mort deux ans plus tard.

### Le cas du chancre et dépérissement du marronnier (historique)

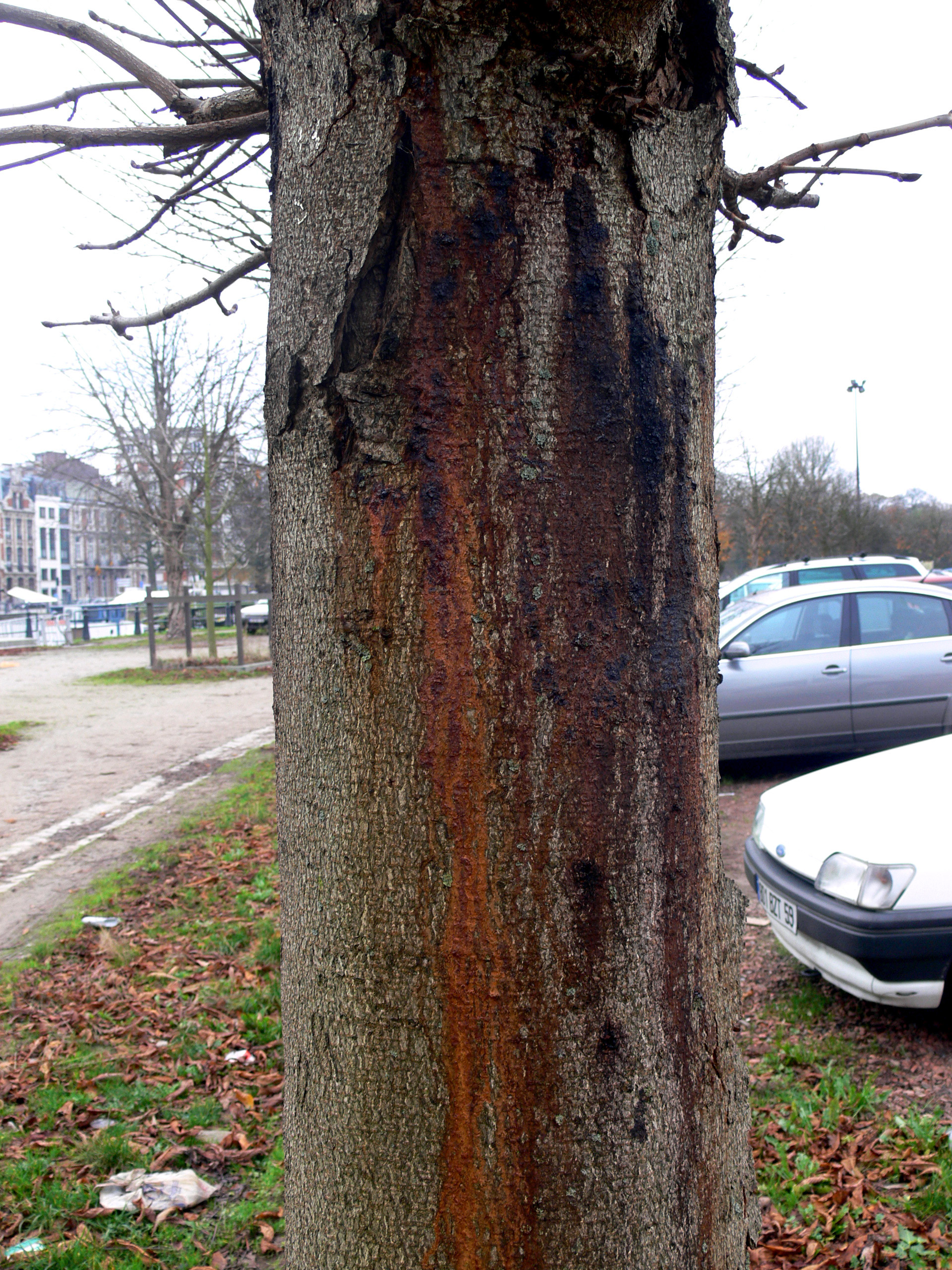
Tronc de marronnier malade.

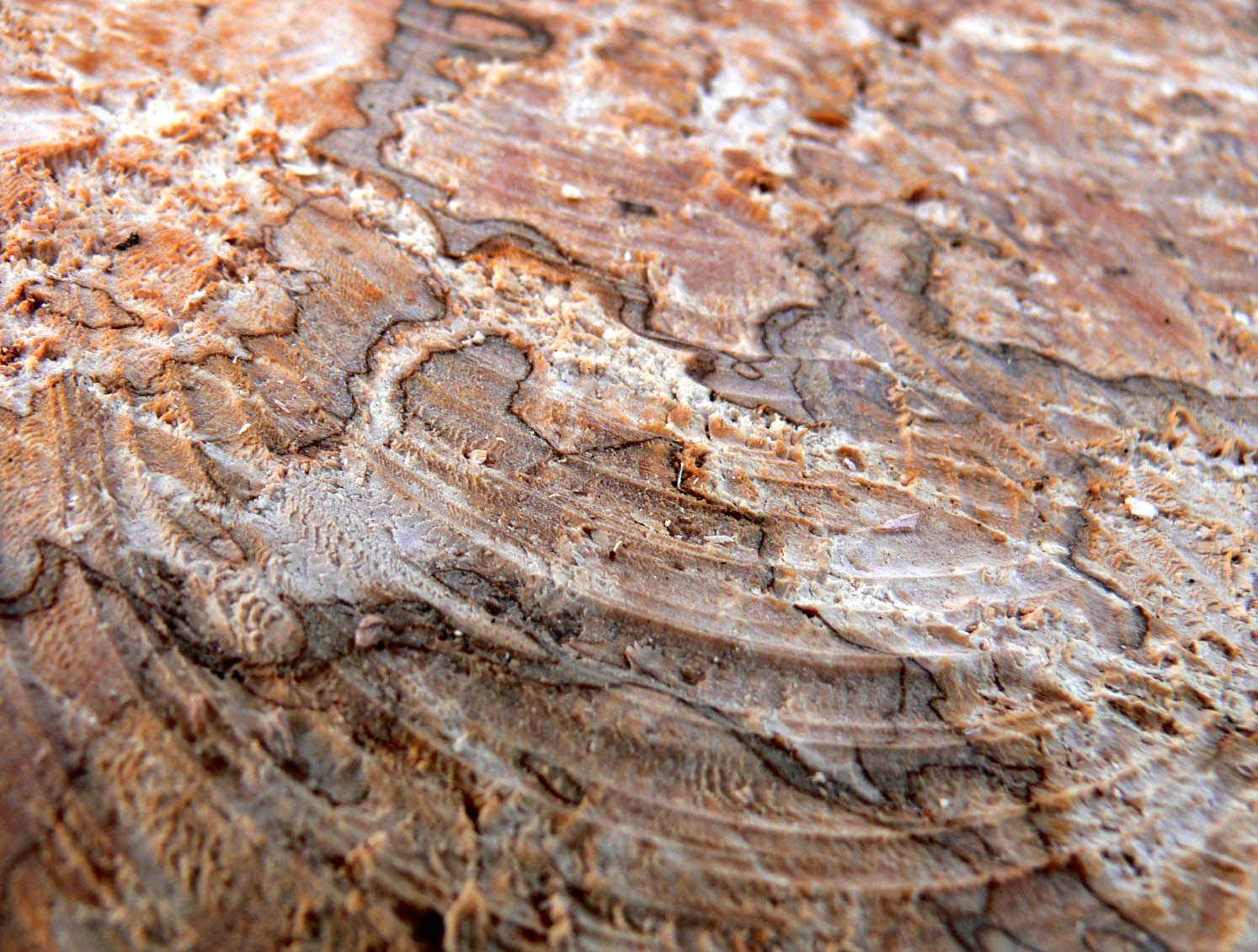
Détail du plan de coupe d'un tronc (mort depuis plus d'un an). On distingue les indices d'une forte activité fongique.

Le chancre bactérien responsable du dépérissement du marronnier est une maladie émergente aux causes probablement multiples. On a d’abord cru qu’une succession d’hiver très doux, d’étés chauds et de printemps humides et d’autres facteurs (pollution, contamination par la taille, etc.) avaient favorisé les infections de marronniers par des organismes pathogènes proches des champignons, appartenant au complexe Phytophthora trouvés dans des chancres observés depuis la fin des années 1990 sur diverses espèces d'arbres. Mais en 2005, alors qu'au Royaume-Uni, la Commission des forêts (Forestry commission) estimait que 35 000 à 50 000 arbres étaient malades et plusieurs milliers déjà morts de cette maladie nouvelle, l’analyse d’échantillons de tissus attaqués (venant du sud de l'Angleterre) a systématiquement mis en évidence un complexe de bactéries Pseudomonas syringae. Dans le Hampshire, sur 230 marronniers étudiés, 50 % environ présentait des symptômes de la maladie. Trois espèces au moins sont touchées, et là où de jeunes marronniers ont été plantés à la place de ceux qui sont morts, ils ont présenté des traces de l'infection en quelques années.
Aux Pays-Bas en 2005, des bactéries Pseudomonas syringae ont également été trouvées sur les arbres malades étudiés. De même à Bruxelles et dans toute la Belgique centrale en 2006 (mais pas dans le Sud-Est du pays (Ardennes belges et Gaume) où les marronniers semblent curieusement épargnés par la maladie). Ces "P. syringae" semblent proche de l’agent du chancre bactérien du cerisier et d'autres fruitiers (bactéries qui sont un des principaux sujets de recherche du laboratoire de bactériologie du centre wallon de recherche agronomique (CRA-W) en Belgique, depuis le milieu des années 1990. Le 11 janvier 2006, la bactérie est isolée à partir des troncs de deux marronniers malades de l’avenue de Tervueren à Bruxelles puis plusieurs dizaines de souches seront isolées à partir de 6 sites bruxellois et 11 sites wallons, qui seront étudiées, y compris pour leurs empreintes génétiques (par REP-PCR) par le CRA-W (à partir de janvier 2006). La mise en culture et le test de ces bactéries par le CRA-W ont montré une virulence inhabituelle sur le marronnier, et que l'infection des tissus corticaux de marronniers par la bactérie provoquait bien des chancres tels qu'observés chez cet arbre depuis quelques années.
Un groupe néerlandais de travail (Aesculaap) a été créé quand le dépérissement des marronniers est apparu être un problème national aux Pays-Bas. Un premier programme nommé Red de kastanje voor Nederland (Sauver les marronniers de Hollande) a travaillé avec plusieurs villes pour cartographier la progression du phénomène, avant de lancer en 2005 une enquête nationale, pour notamment identifier les pathogènes potentiellement en cause et juger d’une éventuelle coresponsabilité de la mineuse du marronnier, invasif récent dans les zones touchées par le chancre. Les processus biochimiques de l’infection sont étudiés, et à Houten, des lésions ont été expérimentalement traitées avec différents produits pour tester leur capacité à traiter la maladie. Des échantillons de bois, d'écorce, de fleurs, de racines et de sol sont rassemblés et étudiés, ainsi que les défenses naturelles du marronnier pour produire d’éventuels moyens de lutte et des conseils pratiques. Les chercheurs vérifient aussi que les chancres bactériens trouvés sur d’autres espèces d’arbres ne sont pas dus à des infections par P. syringae.
Alors que le nombre de régions touchées augmentait dans le pays et en Europe, un nouveau programme Behoud de kastanje (Préserver le marronnier) a été lancé en 2006, associant plus de la moitié des villes du pays (carte). Les chercheurs y ont confirmé que Pseudomonas syringae était bien responsable de cette maladie. Il étudie les défenses naturelles du marronnier et les facteurs de stress qui pourraient favoriser la maladie et continue à chercher des solutions.
Au Royaume-Uni, la revue Forestry & British Timber, concluait également, en mars 2006 (p. 20), que P. Syringae est presque certainement le responsable de la maladie et non pas les champignons phytophtora comme on l’avait d’abord cru.
Dans plusieurs pays, l’identification de souches présentant des caractéristiques particulières est en cours, ainsi que des analyses phylogénétiques.

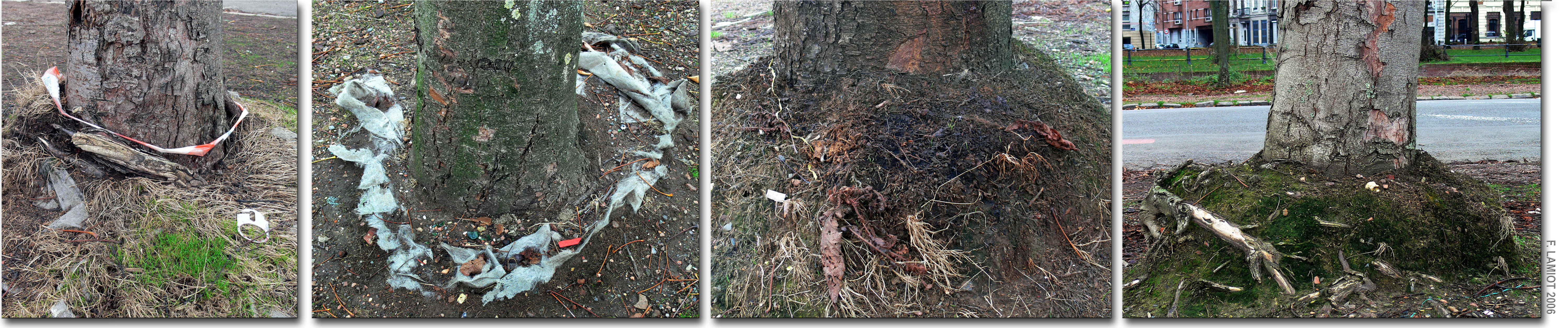
Les premiers marronniers malades sont très souvent des arbres jeunes (15 à 30 ans), stressés et mal plantés, ou qui auraient pu être contaminés en pépinière ou par des outils de taille

Partout, il semble que la plupart des premiers arbres malades et morts sont âgés de 10 à 30 ans. Des P. syringae ont été trouvés (été 2006 à Bruxelles) dans les tissus corticaux de marronniers plus vieux, mais qui ne semblent pas induire de chancre.
Les zones de départs d'épidémie de chancre du marronnier sont souvent des zones de pollution industrielle, urbaine, automobile et agricole, et pour le cas des fruitiers, et des marronniers), il semble que les arbres malades sont souvent des arbres stressés ou mal plantés (dans les 10 à 30 dernières années), ou ayant tous les mêmes pépinières comme origine ; le fait qu’ils soient infectés les premiers plaide pour une responsabilité anthropique. Quelques cas atypiques (marronniers âgés touchés dans un des parcs privés isolés…) pourraient aussi être expliqués par une contamination portée par des outils non désinfectés lors de coupes ou tailles d’entretien les années précédentes (Pseudomonas est de plus, connu pour résister à certains désinfectants).
Une éventuelle dispersion accrue par la mineuse du marronnier est étudiée depuis 2006.

### Symptômes
Chez le marronnier, cerisier ou fruitiers : Les symptômes sont nombreux et atypiques s'ils sont pris séparément : débourrement ralenti puis bloqué, suivi d'un dessèchement des feuilles et des écorces ou des fleurs, à différentes hauteurs ou à des stades divers de végétation, qui entraîne un retard ou arrêt de la croissance. Un seul rameau peut être touché, ou une ou plusieurs branches maîtresses ou tout l'arbre (y compris les racines par exemple dans le cas de la nectarine infectée) ou toute la plante (dans le cas d'annuelles). Des taches et nécroses se forment sur les feuilles (taches d'apparences très diverses selon les souches et les hôtes concernés). Selon certains auteurs, les attaques sur les feuilles surviennent souvent après de fortes pluies et des coups de vent.

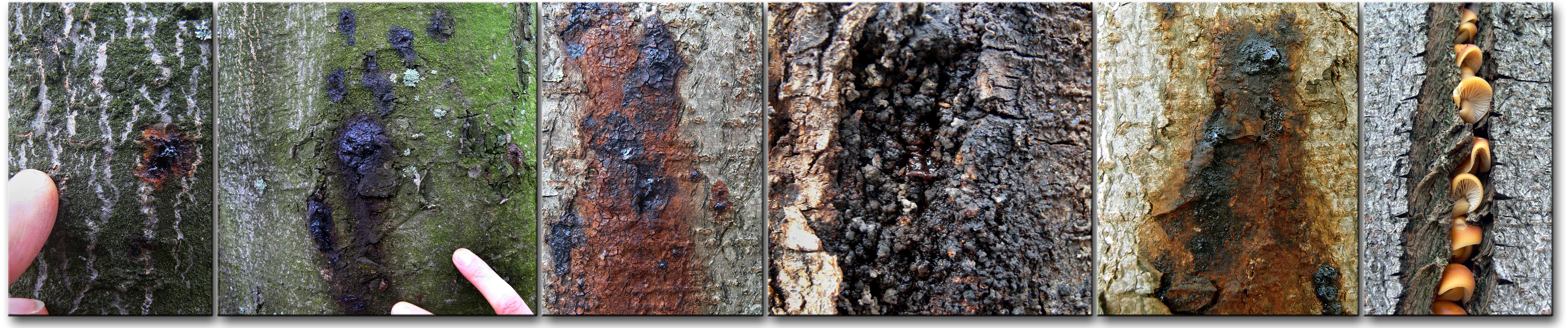
Les chancres apparaissant sur les écorces (ici de marronniers, à Lille, dans le Nord de la France, en 2006) sont généralement les premiers symptômes. Les marronniers meurent souvent dans les 2 à 3 années qui suivent

La dessiccation est accompagnée ou précédée de nécroses chancreuses d'où s'écoule un exsudat brunâtre à rougeâtre. Les chancres d'où coule un exsudat foncé sont un des symptômes les plus caractéristiques. Ils s'accompagnent souvent de longues fentes verticales (chez le marronnier) et/ou d'un décollement de l'écorce chez les arbres. Sous l'écorce des taches rougeâtres à brunâtre se développent. Parfois des coulées importantes d'exsudat colorent l'écorce, marquant un écoulement le long du tronc, avec une diffusion horizontale sur les micro-algues et micro-lichens épiphytes par exemple. Divers champignons opportunistes ou insectes saproxylophages peuvent alors coloniser le bois malade ou mort. Dans les années 2000-2006, La présence de chancres avec écoulements sur des arbres de 10 à 20 ans semblent systématiquement annoncer la mort de l'arbre, souvent en un an ou deux.
Rem : Confusion possible avec Pseudonomas viridiflava.

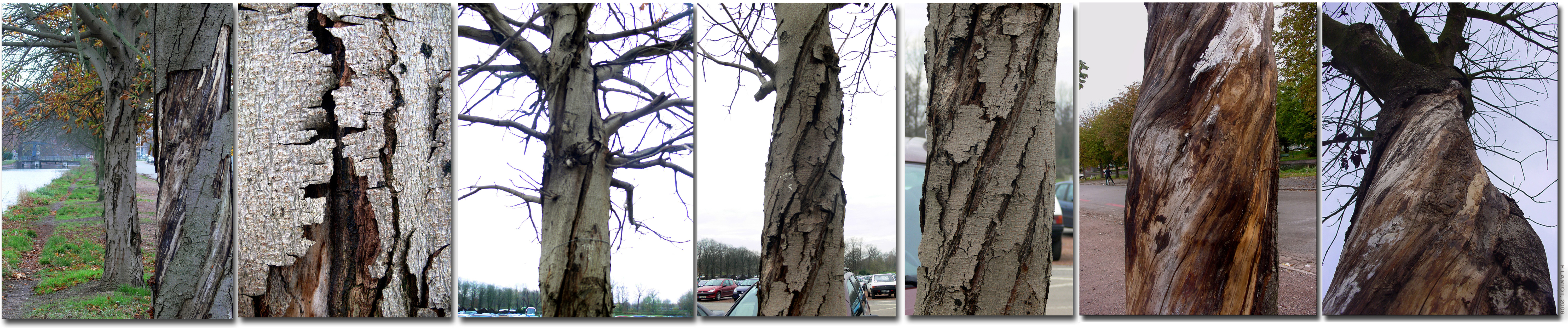
peu après l'apparition des chancres, l'écorce se fend et meurt

## Moyens de lutte
On n'en connait pas encore qui soient efficaces pour un marronnier déjà infecté.
Pour les raisons évoquées ci-dessus, les antibiotiques qui ont été utilisés sur des fruitiers ne sont pas recommandés (ou interdits), et de toute façon a priori inutiles chez les plantes une fois que l'infection est avancée. Leur usage risque de rapidement provoquer l’apparition de souches résistantes.
P. syringae est apparemment habituellement opportuniste, c'est-à-dire infectant des plantes déjà affaiblie par la pollution, un stress hydrique, de mauvaises conditions de plantation, une autre maladie, des blessures, un système racinaire contraint ou asphyxié.
On manque encore de données pour le confirmer ou l'infirmer, mais restaurer un environnement (eau, air, sol) de qualité semble préventivement utile, de même que planter dans des sols profonds correspondant aux besoins de la plante, avec une capacité en eau suffisante.
Des bouillies cupriques (à base de cuivre) sont parfois utilisées sur les arbres à la chute des feuilles, mais au moins certaines souches sont résistantes au cuivre grâce à une protéine qui piège et inerte le cuivre.

## Précautions
Cette bactérie est réputée nécessiter des cellules vivantes pour vivre, sans donc pouvoir survivre dans le bois mort. Brûler ce dernier ne servirait alors à rien. Par contre le transport de bûches, branches, feuilles mortes ou troncs malades fraîchement coupés pourrait contribuer à diffuser la bactérie, qui semble néanmoins par ailleurs capable de se diffuser par le vent et la pluie. Mieux vaut composter les bois et feuilles sur place, éventuellement sous une couche de terre de 10 cm pour les feuilles et les écorces.
On peut préventivement veiller aux bonnes conditions de développement de l'arbre. Le marronnier est à l'origine un arbre forestier qui apprécie un sol riche en humus et une place suffisante pour son développement racinaire.
L'Agence de recherche de la commission anglaise des forêts recommande de ne pas replanter de marronniers là où d'autres sont morts peu avant, l'expérience montrant qu'ils tombent malades en quelques années.
Le marronnier rouge et le blanc s'est montré également sensible au chancre bactérien, d'autres espèces sont en cours d'évaluation (en 2006-2008).
Les bactéries stressées étant capables d'échanger certains de leurs gènes, on peut se demander si certains usages de Pseudomonas ont été bien évalués du point de vue des risques.

## Utilisations

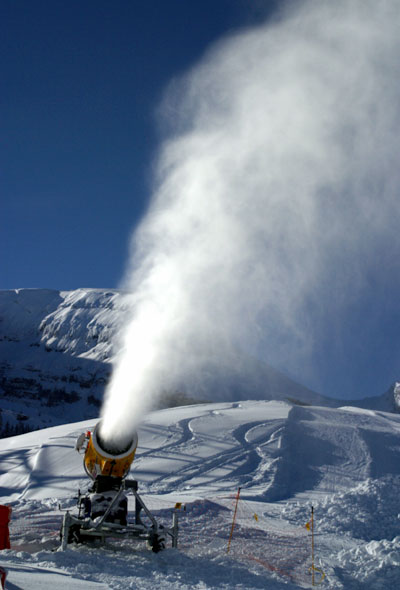
Une des propriétés de P. syringae a fait qu'on l'utilise pour augmenter les rendements de la production de neige artificielle

Quelques souches non pathogènes de pseudomonas sont utilisées en lutte biologique pour protéger certains fruits en antagoniste des microorganismes qui provoquent des moisissures et la pourriture. Au moins deux souches de Pseudomonas sont vendues comme bio-fongicides. La souche P. syringae ESC-11 (anciennement nommée L-59-66) vendue sous le nom commercial BioSaveTM 110 est utilisée pour protéger les poires et les pommes, après récolte. P. syringae ESC-10 est vendue sous le nom de BioSaveTM 100 pour contrôler la pourriture du citron récolté. Un programme de recherche de la Commission Européenne n° QLRT-2001-00914 vise à explorer différentes génomes de ces bactéries pour mieux les utiliser.
Cette bactérie présente dans l'air joue un rôle dans l'apparition de neige ou du givre à une température proche de 0 °C. Plusieurs souches de P. syringae ont été utilisées expérimentalement puis industriellement par l'Industrie des biotechnologies pour leur capacité à nucléer les gouttes d'eau pour former un noyau de cristal de glace lorsque la température approche 0 °C, par exemple, sous forme de bactéries lyophilisées pour la production de neige artificielle pour les pistes de ski ou le cinéma. Un produit commercial Snomax est vendu à cet effet.
Des îles artificielles de glace ont ainsi été créés pour faciliter des forages pétroliers sur l'océan Arctique.
On a envisagé d'utiliser Pseudomonas comme activateur de nucléation de glace pour produire en hiver d'énormes blocs de glace qui pourraient être utilisés en été pour la climatisation de grands bâtiments industriels, bureaux, patinoires.. voire pour accélérer - tout en consommant moins d'électricité - la congélation de divers aliments, dont des émulsions surgelées (crème glacée par exemple).
L'industrie des biotechnologies s'intéresse notamment au génome de Pseudomonas fluorescens.